# Aldeyjarfoss
De Aldeyjarfoss is een waterval in Noord-IJsland, gelegen aan de Sprengisandleið, een hooglandroute die dwars door de binnenlanden van IJsland voert. De Skjálfandafljót-rivier stort hier over een hoogte van 20 meter naar beneden en komt ongeveer 30 kilometer stroomafwaarts bij de grotere Goðafoss-waterval uit. Ongeveer 100 meter stroomopwaarts liggen de Ingvararfossar.
Het meest interessante aspect van deze waterval is het contrast tussen de zwarte kolommen van basalt en het witte water. Wat dat betreft lijkt hij op de kleinere Svartifoss-waterval.